# Pseudoeurycea nigromaculata
El tlaconete de manchas negras (Pseudoeurycea nigromaculata) es una especie de anfibio caudado (salamandras) de la familia Plethodontidae endémico de México1.

## Clasificación y descripción de la especie
Es una salamandra de la familia Plethodontidae del orden Caudata. Es de talla mediana y cuerpo un poco robusto. Alcanza una longitud entre 45 y . La cola es más larga que la longitud del cuerpo. Extremidades largas. La coloración del cuerpo es gris oscuro, sobre todo en la cabeza, se puede apreciar también pigmentación gris hasta el nivel del cuello. En el cuerpo también se pueden apreciar manchitas negras espercidas por todo el dorso y cola. La cola es más clara que el dorso. Vientre negro con algunas manchitas de color plata o dorado.

## Distribución de la especie
Endémica de México, se distribuye en dos regiones del estado de Veracruz: en la región de los Tuxtlas y en el centro en el Cerro Chicahuaxtla, Cuautlapan, Alpatlahuac y al sur de Acultzingo2.

## Ambiente terrestre
Vive entre los 1.240 y los 1.670 m s. n. m. en bosque mesófilo de montaña2. Su hábitat natural son los montanos húmedos1.

## Estado de conservación
Se considera como Sujeta a Protección especial (Norma Oficial Mexicana 059) y en peligro crítico en la lista roja de la UICN. Está amenazada debido a la destrucción de su hábitat.